# پاندای کونگ‌فوکار ۴
پاندای کونگ‌فوکار ۴ (به انگلیسی: Kung Fu Panda 4) یک فیلم پویانمایی کمدی رزمی محصول ۲۰۲۴ است که توسط دریم‌ورکس انیمیشن تولید و توسط یونیورسال پیکچرز توزیع شده است. این چهارمین قسمت از مجموعه فیلم‌های پاندای کونگ‌فوکار و دنبالهٔ پاندای کونگ‌فوکار ۳ (۲۰۱۶) محسوب می‌شود. این فیلم توسط مایک میچل کارگردانی و توسط دارن لمکه و تیم نویسندگی جاناتان ایبل و گلن برگر نوشته شده است. تهیه‌کننده این فیلم ربکا هانتلی است. جک بلک، داستین هافمن، جیمز هنگ، برایان کرانستون و ایان مک‌شین در نقش‌های خود از فیلم‌های قبلی، با آکوافینا، جاناتان کی کوان، رونی چنگ، لوری تان چین و وایولا دیویس در نقش‌های جدید به صداپیشگی می‌پردازند.
از کارگردانان این فیلم، جنیفر یو نلسون و الساندرو کارلونی در مورد احتمال ساخت چهارمین فیلم پاندای کونگ‌فوکار قبل از اکران سومین فیلم در ژانویه ۲۰۱۶ سؤال شد، نلسون بعداً در اوت ۲۰۱۸ گفت که مایل به ساخت قسمت چهارم است. دریم‌ورکس رسماً از ساخت چهارمین فیلم در اوت ۲۰۲۲ خبر داد. میچل، استفانی ما استاین و ربکا هانتلی به ترتیب به عنوان کارگردان، کمک کارگردان و تهیه‌کننده تا آوریل ۲۰۲۳ و اکثر صداپیشگان اصلی در دسامبر ۲۰۲۳ معرفی شدند.
پاندای کونگ‌فوکار ۴ در ۳ مارس ۲۰۲۴ در تئاتر ای‌ام‌سی ۱۴ در دِ گروو در لس آنجلس نمایش داده شد و در ۸ مارس در سینماهای ایالات متحده اکران شد. این فیلم به‌طور کلی نقدهای مثبتی از سوی منتقدان دریافت کرد و با فروش بیش از ۵۴۷ میلیون دلار در سراسر جهان، به نهمین فیلم پرفروش سال ۲۰۲۴ تبدیل شده است.

## خلاصه داستان
پو، که قرار است رهبر معنوی دره صلح شود، در حالی که با دشمن جدیدی به نام آفتاب‌پرست روبرو شده، به دنبال جانشین خود به عنوان جنگجوی اژدها می‌گردد.

## صداپیشگان
- جک بلک در نقش پو[۸]
- آکوافینا در نقش ژن، یک روباه ترکمنی که دزد است و در سفر پو را همراهی می‌کند.[۸]
- وایولا دیویس در نقش آفتاب‌پرست، یک جادوگر که می‌تواند با جذب توانایی‌های دیگران از کونگ فوی آنها استفاده کند.[۸]
- داستین هافمن در نقش استاد شیفو[۸]
- جیمز هنگ در نقش آقای پینگ، پدرخوانده پو[۸]
- برایان کرانستون در نقش لی شان، پدر بیولوژیکی پو[۸]
- ایان مک‌شین در نقش تای لانگ، پلنگ برفی که در اولین فیلم از پو شکست خورد، اما اکنون توسط آفتاب‌پرست بازگردانده می‌شود.[۸]
- جاناتان کی کوان در نقش هان، یک پولک‌پوست سوندا که رهبر دزدان است.[۸]
- لوری تان چین در نقش ننه گراز[۹]
- رونی چنگ در نقش کاپیتان ماهی[۹]

در طول تیتراژ پایانی، «پنج آتشین» حضور پیدا می‌کنند، اما دیالوگی ندارند. شخصیت‌های «لرد شن» و «ژنرال کای» نیز بدون هیچ دیالوگی در فیلم ظاهر می‌شوند. همچنین یوتیوبر، جیمی «مستربیست» دونالدسون نقش کوتاهی دارد، نقش خوکی با رنگ سیاه و سفید که یکی از نامزدهای جنگجوی اژدها بعدی است.

## انتشار
پاندای کونگ‌فوکار ۴ نخستین بار در ۳ مارس ۲۰۲۴ در تئاتر AMC 14 واقع در دِ گروو در لس آنجلس به نمایش درآمد و در ۸ مارس در ایالات متحده منتشر شد. این فیلم در ۱ مارس ۲۰۲۴ در دانشکده هنر دانشگاه کلمبیا نمایش داده شد.
نسخهٔ دانلود دیجیتالی پاندای کونگ‌فوکار ۴ در ۹ آوریل ۲۰۲۴ به‌وسیلهٔ سرگرمی خانگی یونیورسال پیکچرز پخش شد.

## بازخورد

### گیشه
پاندای کونگ‌فوکار ۴ توانست ۱۹۳٫۶ میلیون دلار در ایالات متحده و کانادا و نیز ۳۵۴٫۱ میلیون دلار در سایر کشورها به فروش برساند. فروش جهانی آن در کل به ۵۴۷٫۷ میلیون دلار رسید.
در ایالات متحده و کانادا، پاندای کونگ‌فوکار ۴ در کنار خیالی و کابرینی اکران و پیش‌بینی شد در آخر هفته افتتاحیه خود از ۳٬۹۰۰ سینما ۴۵ تا ۵۰ میلیون دلار بفروشد. این فیلم در روز نخست اکران ۱۹٫۴ میلیون دلار، شامل ۳٫۸ میلیون دلار از پیش‌نمایش‌های پنجشنبه‌شب، به دست آورد. این فیلم به فروش ۵۸ میلیون دلاری رسید و در صدر گیشه قرار گرفت و از زمان ماداگاسکار ۳: تحت تعقیب‌ترین‌های اروپا (۲۰۱۲)، بهترین فروش آخر هفته افتتاحیه برای دریم‌ورکس را داشت. فروش افتتاحیه در ۴۱ کشور دنیا (بازار بین‌المللی) ۲۲ میلیون دلار بود. این فیلم در آخر هفتهٔ دوم اکران ۳۰ میلیون دلار فروش کرد و در ردهٔ نخست باقی ماند. این فیلم در آخر هفتهٔ سوم ۱۶٫۵ میلیون دلار به دست آورد و پس از فیلم‌های تازه‌وارد شکارچیان روح: امپراتوری یخ‌زده و تلماسه: بخش دو در رده سوم قرار گرفت.

### واکنش انتقادی
بیشتر نقدهایی که به پاندای کونگ‌فوکار ۴ داده شد مثبت بودند. در وبگاه جمع‌آوری نقد راتن تومیتوز، ٪۷۲ از ۱۴۲ بررسی منتقدان مثبت است، و میانگینِ امتیاز آن ۶٫۱/۱۰ است. اجماع این وبگاه چنین می‌نویسد: «پاندای کونگ‌فوکار ۴ به اندازهٔ کافی سرگرمی چشم‌نواز برای حفظ طرفداران جوان این فرنچایز ارائه می‌دهد، هرچند که به تدریج احساس می‌شود این مجموعه به پایان پویایی خود رسیده است.» این فیلم در متاکریتیک که از میانگین وزنی استفاده می‌کند، بر اساس نظر ۳۳ منتقدین امتیاز ۵۴ از ۱۰۰ را کسب کرده که نشان‌گر «نقدهای مختلط یا متوسط» است. تماشاگرانی که به وسیلهٔ سینماسکور مورد بررسی قرار گرفتند به فیلم میانگین نمره «A–» از A+ تا F دادند. تماشاگرانی که در نظرسنجی پست‌ترک شرکت کردند، نمره کلی ۸۰ درصد مثبت به آن دادند و ۵۹ درصد گفتند که قطعاً آن را توصیه می‌کنند.

## آینده
در ۳ دسامبر ۲۰۱۰، جفری کاتزنبرگ، مدیر عامل اجرایی آن زمان دریم‌ورکس انیمیشن، رسماً تأیید کرد که این مجموعه می‌تواند شاهد دو دنباله دیگر پس از پاندای کونگ‌فوکار ۴ باشد و به مجموعه‌ای شش فیلمی تبدیل شود. در ۱۳ دسامبر ۲۰۲۳ از میچل و هانتلی پرسیده شد که آیا پیشنهاد اولیه کاتزنبرگ همچنان پیاده‌سازی می‌شود؛ میچل گفت اگر کسی از دیدن بازگشت جک بلک در نقش پو خسته نشود، پاندای کونگ‌فوکار ۴ ممکن است سه‌گانهٔ جدیدی راه‌اندازی کند. هانتلی تأیید کرد که فیلم‌سازان پاندای کونگ‌فوکار ۴ روی تبدیل این قسمت به «بزرگ‌ترین» فیلم این مجموعه تمرکز کرده‌اند و ساخت دنباله‌ها در آینده موضوعی است که بعداً مورد بحث قرار می‌گیرد.
در مه ۲۰۲۴، پس از موفقیت تجاری و انتقادی فیلم، میچل اشاره کرد که فیلم پنجم ممکن است اتفاق بیفتد، اما احتمالاً به دلیل طولانی بودن فرآیند تولید، حداقل تا سال ۲۰۲۷ اکران نخواهد شد.